# Tropisternus apicipalpis
Tropisternus apicipalpis är en skalbaggsart som först beskrevs av Louis Alexandre Auguste Chevrolat 1834.  Tropisternus apicipalpis ingår i släktet Tropisternus och familjen palpbaggar. Inga underarter finns listade i Catalogue of Life.